# Ahmed Naji
Pour les articles homonymes, voir Naji.
Ahmed Naji ou Ahmed Naği (arabe : أحمد ناجي) est un romancier et journaliste égyptien né en 1985.

## Biographie
Il est né en 1985 à Mansourah. Son père est pédiatre, mais lui préfère la lecture de romans et de bandes dessinées. À seize ans, il s'inscrit à l'école de journalisme du Caire.

## Carrière
Il est l'auteur de nouvelles et de plusieurs romans : Rogers (2007), Seven Lessons Learned from Ahmed Makky (2009), The Use of Life (« stikhdam Al-Hayat », 2014), Tigers to my Room (2020) et  Happy Endings (2023), écrits en arabe et traduits en anglais. Il publie d'abord son premier roman, Rogers, sur son blog. Chacun des chapitres s'inspire d'une chanson du groupe Pink Floyd. Son roman The use of life lui vaut une condamnation à deux ans de prison à cause de passages à caractère sexuel qui ont été jugés immoraux,. Un autre livre, Rotten evidence: Reading and writing in prison, une chronique de sa vie dans les prisons égyptiennes, est à paraître en 2023,.
Il écrit pour l'hebdomadaire littéraire Akhbar al-Adab et contribue au quotidien Al-Masry Al-Youm.

## Procès
Il est convoqué au tribunal puis relaxé en 2015 après qu'un citoyen égyptien a porté plainte parce que la lecture de certains passages de The use of life, publiés dans Akhbar al-Adab, lui a donné des palpitations,. Lors d'un deuxième procès, en appel, il est condamné à deux ans de prison et une interdiction de quitter l'Égypte,. En décembre 2016, après avoir purgé dix mois d'enfermement, il est remis en liberté provisoire en attendant un procès en cassation. Ce dernier, en 2018, lève l'interdiction de voyager et remplace la peine de prison par une amende. Il vit aujourd'hui en exil aux États-Unis,.
Il contribue au magazine The Believer. Il s'investit dans la défense de l'environnement et des droits des personnes LGBT.

## Prix et distinctions
L'association PEN America lui décerne le prix Freedom to write en 2016,.